# Noctiluca scintillans

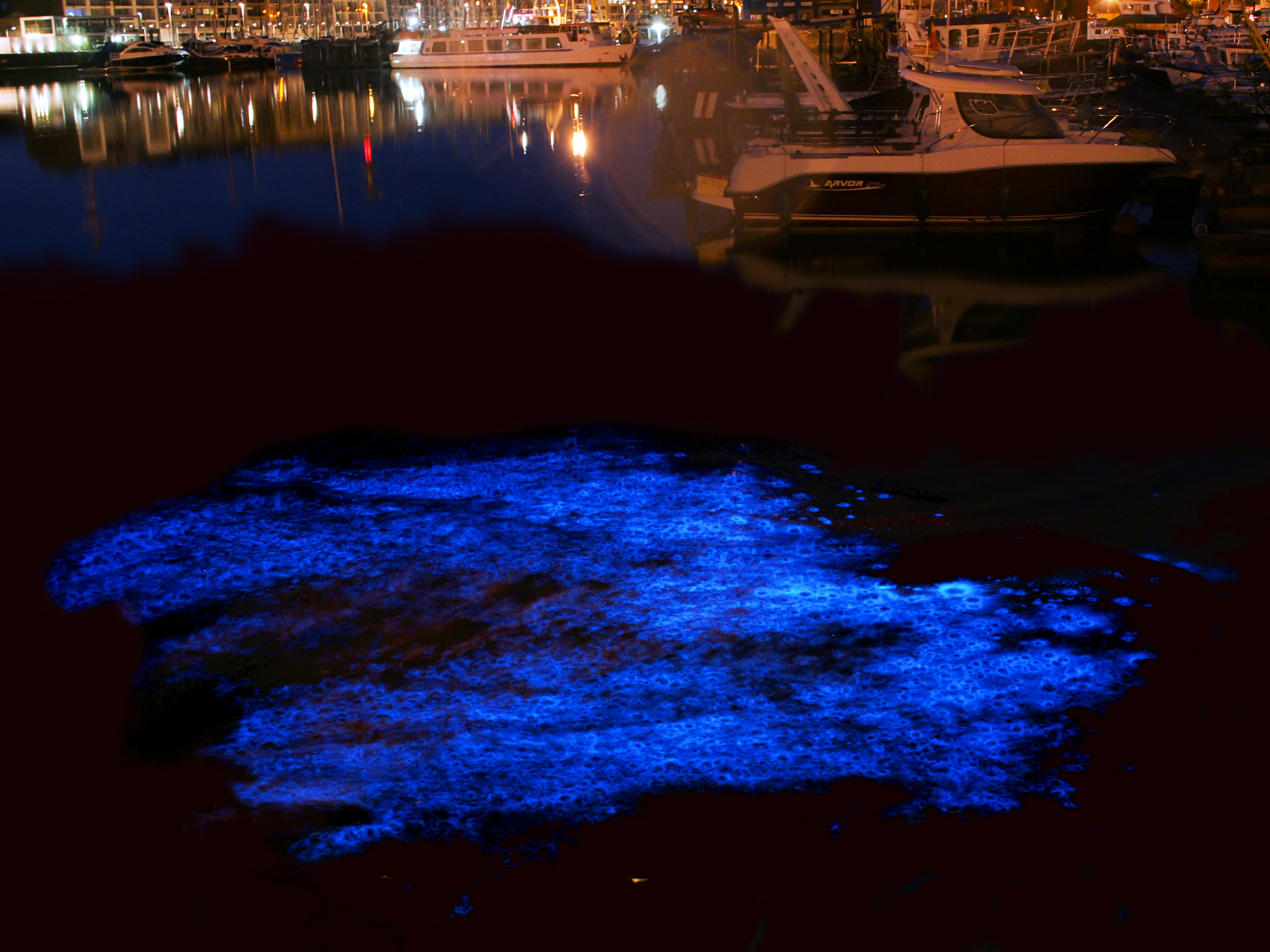
Bioluminescenza dovuta a Noctiluca scintillans nel porto di Zeebrugge, in Belgio.

Noctiluca scintillans è una dinoflagellata eterotrofica, sprovvista di teca, che vive nelle zone marino-costiere. È nota principalmente per la sua caratteristica bioluminescenza e per i suoi effetti dannosi sugli altri organismi marini durante le fioriture algali (bloom).

## Descrizione
Noctiluca scintillans possiede una forma tondeggiante con diametro di 200-2000 μm. Ha un solo flagello trasversale e un tentacolo striato che si estende posteriormente.
In natura è stata riscontrata in due differenti forme chiamate rispettivamente "rossa" e "verde". La forma rossa è eterotrofica e si nutre comunemente di diatomee, ciliati, detriti e uova di pesce che fagocita all'interno dei suoi vacuoli. L'altra forma viene definita "verde" a causa della simbiosi con specie fotosintetiche come Pedinomonas noctilucae, pur continuandosi a nutrire di plancton nei casi in cui tale alimento abbondi.

## Riproduzione
Noctiluca scintillans si riproduce sia asessualmente tramite scissione binaria sia sessualmente attraverso isogameti. Possiede un ciclo vitale diplonte, con cellula vegetativa diploide e gameti aploidi.

## Habitat
La specie è cosmopolita e predilige le zone costiere delle regioni tropicali e subtropicali. Abbonda nei punti in cui la corrente oceanica risale in superficie (upwelling) e nelle zone eutrofiche ricche di nutrimento. L'intervallo di temperatura in cui si presenta varia da circa 10 °C ai 30 °C (la forma verde ha un intervallo maggiormente ristretto di 25–30 °C).

## Bioluminescenza
Noctiluca scintillans genera bioluminescenza quando le sue cellule sono sottoposte a uno stimolo meccanico esterno. Il meccanismo si basa sull'azione dell'enzima luciferasi che catalizza la seguente reazione di ossidoriduzione, in cui interviene la luciferina, con emissione di luce:
luciferina (ridotta) + 2 H+ + O2 → luciferina (ossidata) + H2O + luce
La reazione avviene in organelli sferici chiamati scintilloni.

## Ecologia
La fioritura di Noctiluca scintillans è associata alle maree rosse, anche se non sempre la specie assume colorazione rossastra, e alla conseguente morte di pesci e invertebrati marini. Il bloom inizia a verificarsi nel periodo di primavera, quando l'aumento di temperatura favorisce la crescita algale, per poi arrestarsi nel periodo più caldo dell'estate per l'effetto inibente della lunga esposizione alla luce solare.
La tossicità sugli altri organismi marini non viene esplicata tramite la formazione di tossine, come fanno invece altre dinoflagellate, ma attraverso l'escrezione di ammoniaca e il consumo di ossigeno.